# Uracanthus quadristriolatus
Uracanthus quadristriolatus là một loài bọ cánh cứng trong họ Cerambycidae.